# Hugo Lloris
Hugo Lloris (Nizza, 1986. december 26. –) francia válogatott világbajnok labdarúgó, az amerikai Los Angeles FC kapusa.

## Pályafutása
A Szülővárosában található OGC Nice-ben kezdett el futballozni. Három évig a tartalékcsapatban védett, majd átkerült a felnőtt kerethez, ahol megkapta az 1-es mezt. A Ligue 1-ben 2006. március 18-án debütált. Ekkor 19 éves volt. A következő idényben már ő számított az első számú kapusnak és ennek megfelelően végig védte a szezont. 37 mérkőzésen szerepelt és ebből 13 alkalommal nem kapott gólt. Ez felkeltette néhány klub érdeklődését a fiatal kapus iránt.

### Olympique Lyon
2008. nyarán igazolt a francia sztárcsapathoz. Többek között meg akarta szerezni az AC Milan Dida pótlására és a Tottenham Hotspur is akik Paul Robinson helyettesítésére szánták. Az Olympique Lyon-ban a távozó Grégory Coupet utódát látták benne. A franciák végül 8,5 millió euróért igazolták le és azzal a kikötéssel, hogy ő lesz az első számú kapus. Az AC Milan-nál ezt nem tudták garantálni neki.

Új csapatában a 2008–09-es idényben mutatkozott be egy Toulouse elleni mérkőzésen, ahol 3-0-ra győztek. Habár a Lyon nem nyerte meg a bajnokságot, a fiatal kapust választották a liga legjobbjának és az év csapatába is bekerült.

### A válogatottban
Először 2008 február 6-án kapott meghívót a válogatottba egy Spanyolország elleni mérkőzésre. Első mérkőzését 2008 november 19-én játszotta, ahol 0-0-s döntetlent játszottak Uruguay-jal. A 2010-es Dél-afrikai világbajnokságon ő volt a francia válogatott első számú kapusa, de a franciák csúnyán leszerepeltek a VB-n mindössze 1 rúgott góllal és 1 ponttal kiestek a csoportkörben.
2023 januárjában vonult vissza a válogatottól.

## Sikerei, díjai

### Lyon
- Coupe de France : 2011—2012
- Trophée des Champions : 2012

### Válogatott
- U19-es Eb : 2005
- Európa-bajnokság döntős:2016
- Világbajnokság győztes:2018

### Egyéni
- Ligue 1 Az év kapusa: 2008–2009, 2009–2010, 2011–2012
- Ligue 1 Az év csapatában : 2008–2009, 2009–2010, 2011–2012
- Hónap játékosa: 2009. szeptember

## Statisztikái

### Klubcsapatokban
2022. november 12-én frissítve
| Klub              | Szezon           | Bajnokság       | Bajnokság | Nemzeti kupa    | Nemzeti kupa | Ligakupa        | Ligakupa | Európai         | Európai | Egyéb           | Egyéb | Összesen        | Összesen |
| Klub              | Szezon           | Pályára lépések | Gólok     | Pályára lépések | Gólok        | Pályára lépések | Gólok    | Pályára lépések | Gólok   | Pályára lépések | Gólok | Pályára lépések | Gólok    |
| ----------------- | ---------------- | --------------- | --------- | --------------- | ------------ | --------------- | -------- | --------------- | ------- | --------------- | ----- | --------------- | -------- |
| Nice B            | 2004–05          | 12              | 0         | —               | —            | —               | —        | —               | —       | —               | —     | 12              | 0        |
| Nice B            | 2005–06          | 8               | 0         | —               | —            | —               | —        | —               | —       | —               | —     | 8               | 0        |
| Nice B            | összesen         | 20              | 0         | 0               | 0            | 0               | 0        | 0               | 0       | 0               | 0     | 20              | 0        |
| Nice              | 2005–2006        | 5               | 0         | 0               | 0            | 5               | 0        | —               | —       | —               | —     | 10              | 0        |
| Nice              | 2006–2007        | 37              | 0         | 0               | 0            | 0               | 0        | —               | —       | —               | —     | 37              | 0        |
| Nice              | 2007–2008        | 30              | 0         | 0               | 0            | 0               | 0        | —               | —       | —               | —     | 30              | 0        |
| Nice              | Összesen         | 72              | 0         | 0               | 0            | 5               | 0        | 0               | 0       | 0               | 0     | 77              | 0        |
| Lyon              | 2008–09          | 35              | 0         | 2               | 0            | 0               | 0        | 8               | 0       | 1               | 0     | 46              | 0        |
| Lyon              | 2009–10          | 36              | 0         | 2               | 0            | 0               | 0        | 14              | 0       | —               | —     | 52              | 0        |
| Lyon              | 2010–11          | 37              | 0         | 2               | 0            | 0               | 0        | 8               | 0       | —               | —     | 47              | 0        |
| Lyon              | 2011–12          | 36              | 0         | 3               | 0            | 1               | 0        | 8               | 0       | —               | —     | 48              | 0        |
| Lyon              | 2012–13          | 2               | 0         | 0               | 0            | 0               | 0        | 0               | 0       | 0               | 0     | 2               | 0        |
| Lyon              | Összesen         | 146             | 0         | 9               | 0            | 1               | 0        | 38              | 0       | 1               | 0     | 195             | 0        |
| Tottenham Hotspur | 2012–13          | 27              | 0         | 0               | 0            | 1               | 0        | 5               | 0       | —               | —     | 33              | 0        |
| Tottenham Hotspur | 2013–14          | 37              | 0         | 1               | 0            | 1               | 0        | 6               | 0       | —               | —     | 45              | 0        |
| Tottenham Hotspur | 2014–15          | 35              | 0         | 0               | 0            | 1               | 0        | 8               | 0       | —               | —     | 44              | 0        |
| Tottenham Hotspur | 2015–16          | 37              | 0         | 0               | 0            | 0               | 0        | 9               | 0       | —               | —     | 46              | 0        |
| Tottenham Hotspur | 2016–17          | 34              | 0         | 1               | 0            | 0               | 0        | 8               | 0       | —               | —     | 43              | 0        |
| Tottenham Hotspur | 2017–18          | 36              | 0         | 0               | 0            | 0               | 0        | 7               | 0       | —               | —     | 43              | 0        |
| Tottenham Hotspur | 2018–19          | 33              | 0         | 0               | 0            | 0               | 0        | 11              | 0       | —               | —     | 44              | 0        |
| Tottenham Hotspur | 2019–20          | 21              | 0         | 2               | 0            | 0               | 0        | 4               | 0       | —               | —     | 27              | 0        |
| Tottenham Hotspur | 2020–21          | 38              | 0         | 1               | 0            | 4               | 0        | 5               | 0       | —               | —     | 48              | 0        |
| Tottenham Hotspur | 2021–22          | 38              | 0         | 2               | 0            | 2               | 0        | 1               | 0       | —               | —     | 43              | 0        |
| Tottenham Hotspur | 2022–23          | 15              | 0         | 0               | 0            | 0               | 0        | 6               | 0       | —               | —     | 21              | 0        |
| Összesen          | Összesen         | 351             | 0         | 7               | 0            | 9               | 0        | 70              | 0       | —               | —     | 437             | 0        |
| Karrier összesen  | Karrier összesen | 589             | 0         | 18              | 0            | 17              | 0        | 110             | 0       | 2               | 0     | 736             | 0        |

### A válogatottban
2022. december 18-án frissítve.
| Nemzeti       | Évek     | Pályára lépések | Gólok |
| ------------- | -------- | --------------- | ----- |
| Franciaország | 2008     | 1               | 0     |
| Franciaország | 2009     | 7               | 0     |
| Franciaország | 2010     | 11              | 0     |
| Franciaország | 2011     | 11              | 0     |
| Franciaország | 2012     | 13              | 0     |
| Franciaország | 2013     | 11              | 0     |
| Franciaország | 2014     | 11              | 0     |
| Franciaország | 2015     | 7               | 0     |
| Franciaország | 2016     | 13              | 0     |
| Franciaország | 2017     | 9               | 0     |
| Franciaország | 2018     | 14              | 0     |
| Franciaország | 2019     | 6               | 0     |
| Franciaország | 2020     | 6               | 0     |
| Franciaország | 2021     | 16              | 0     |
| Franciaország | 2022     | 9               | 0     |
| Összesen      | Összesen | 145             | 0     |